# St. Benno (München)
Koordinaten: 48° 9′ 7,6″ N, 11° 33′ 10,4″ O

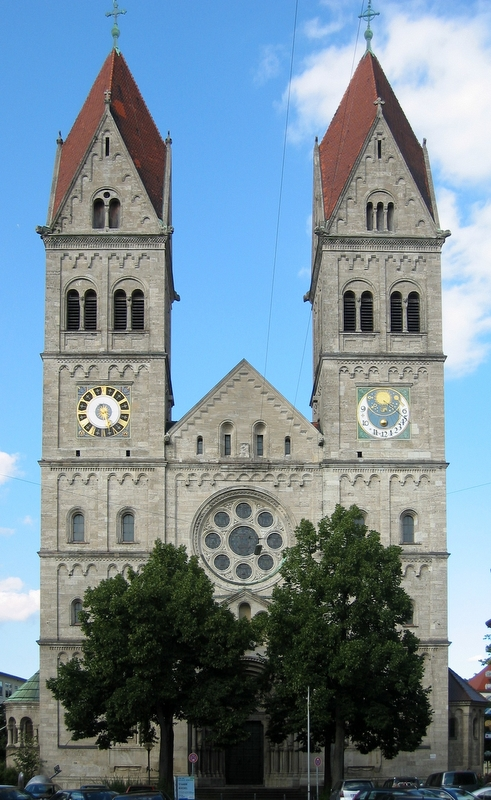
St. Benno in
München-Neuhausen

Die katholische Pfarrkirche St. Benno ist die zweite katholische Pfarrkirche der Münchner Maxvorstadt mit einem Sprengel in Neuhausen. Sie liegt am westlichen Rand der Maxvorstadt und etwas südlich des früheren Münchner Kasernenviertels, das sich von der Leonrodstraße/Dachauer Straße bis zur Winzererstraße erstreckte. Die St.-Benno-Kirche zählt neben der Pfarrkirche St. Anna im Lehel zu den überzeugendsten neoromanischen Sakralbauten des 19. Jahrhunderts.
Außerdem ist sie die einzige Pfarrkirche im Erzbistum München und Freising, die das Patrozinium des Heiligen und Münchner Stadtpatrons Benno von Meißen trägt.

## Geschichte
Der stetige Anstieg der Bevölkerungszahl in München ließ die Maxvorstadt rasant wachsen. Bereits 1883 war das Wachstum so weit fortgeschritten, dass Erzbischof Anton von Steichele drei weitere Pfarrkirchen forderte. Um den Bau dieser drei Stadtpfarrkirchen St. Benno in der Maxvorstadt, St. Paul an der Theresienwiese (eingeweiht 1906) und St. Maximilian im Glockenbachviertel (eingeweiht 1908) zu ermöglichen, wurde der Zentralverein für Kirchenbau in München, genannt Zentralkirchenbauverein, gegründet, der alle drei Gotteshäuser errichten sollte.
Im letzten Ausbaustadium, das den Westen der Maxvorstadt an der Grenze zu Neuhausen umfasste und bis 1900 abgeschlossen war, wurde die Errichtung einer neuen Pfarrei als städtebauliches und geistliches Zentrum des für damalige Verhältnisse abgelegenen Gebiets, das auch Teile Neuhausens umfasste, vorangetrieben. Den Baugrund stiftete der Erzgießer Ferdinand von Miller (1813–1887) zum Dank für den 1850 gelungenen Guss der Bavaria. Mit der Planung der Kirche wurde der junge Architekt Leonhard Romeis beauftragt. Mit großer Unterstützung des Zentralkirchenbauvereins und privater Spenden sowie Stiftungen des Wittelsbacher Königshauses (unter anderem der als Ziboriumsaltar gestaltete Hochaltar durch Prinzregent Luitpold), wurden Planung und Bau der Kirche vorangetrieben. Grundsteinlegung war am Fest des heiligen Benno am 16. Juni 1888. Nach nur siebenjähriger Bauzeit konnte St. Benno am 13. Oktober 1895 durch Erzbischof Antonius von Thoma eingeweiht werden.
1944 durch Bombenangriffe zerstört, wurde die Kirche in den Jahren 1947 bis 1953 entgegen der damaligen Gewohnheit originalgetreu wieder aufgebaut; lediglich die Fresken sind vollständig verlorengegangen.

## Programm und Konzeption

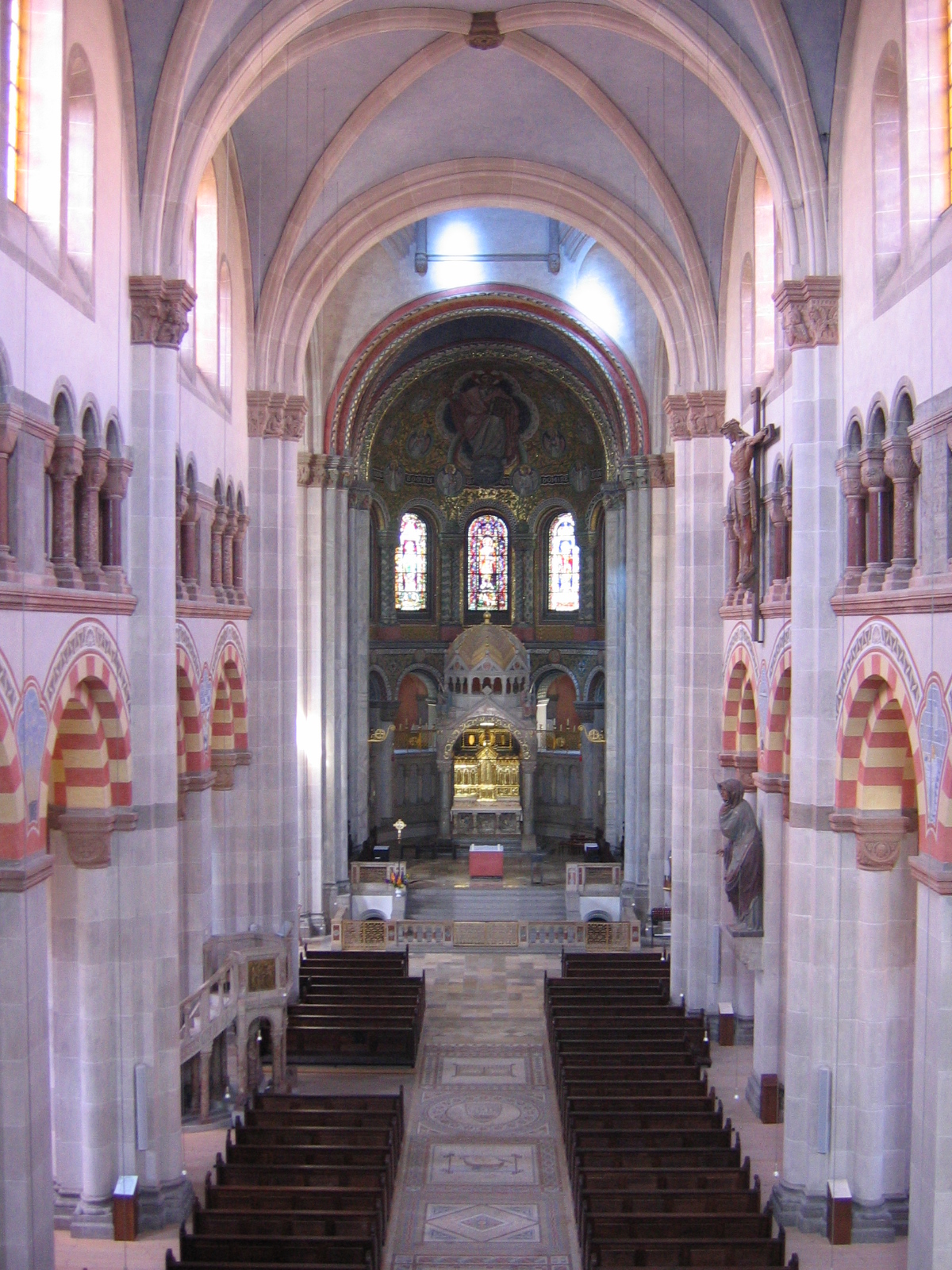
Innenraum

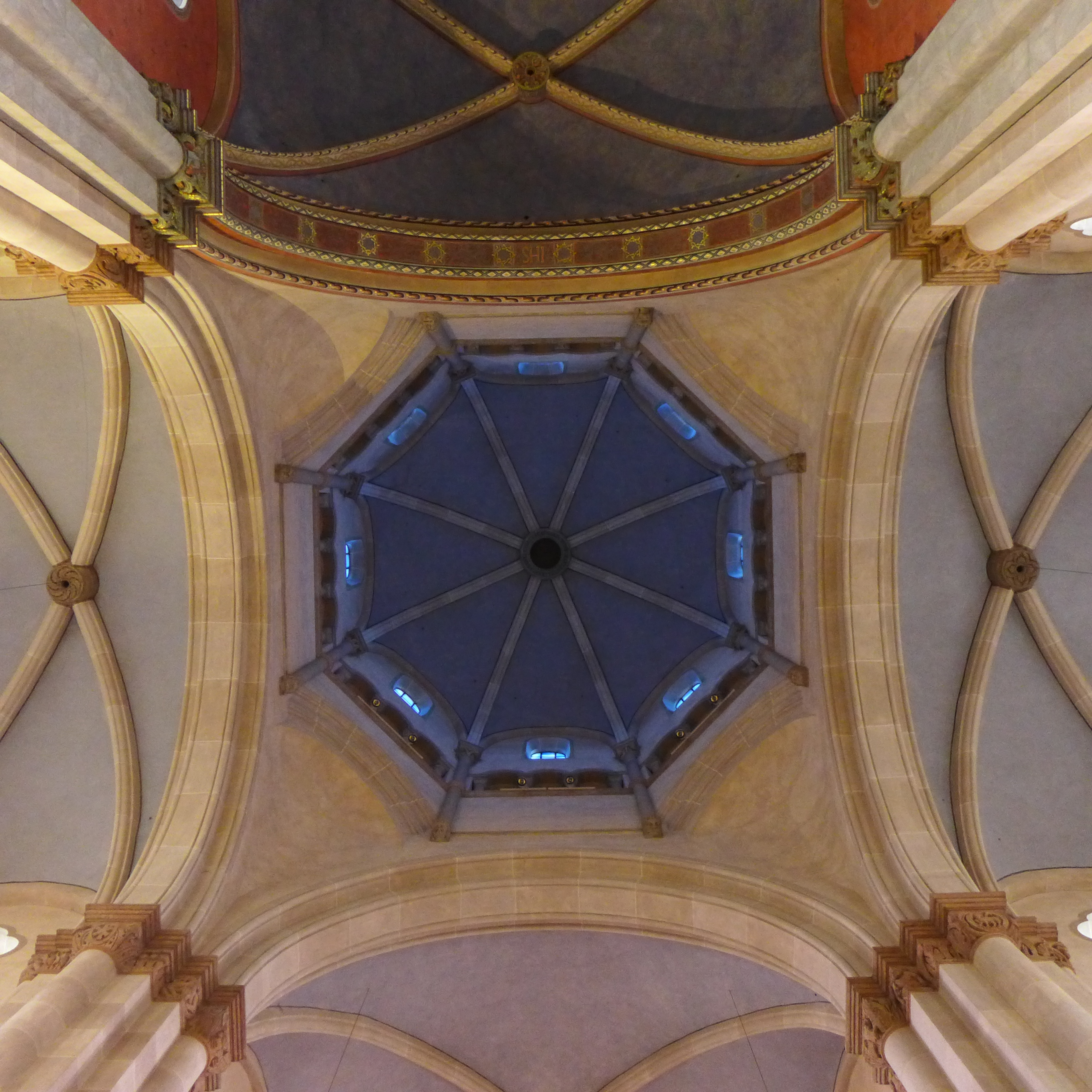
Blick in die im Jahr 2006 von Anna Leonie (München) neugestaltete Vierungskuppel

Ähnlich wie Gabriel von Seidl für die Pfarrkirche St. Anna im Lehel wählte auch Leonhard Romeis einen neoromanischen Stil, der sich an die rheinische Romanik insbesondere der Kaiserdome anlehnt. Das hat vor allem auch politische Gründe. Nach der Gründung des Deutschen Reichs 1871 sah man in der Romanik einen Baustil, der die Treue zur dynastischen Herrschaft betont und zugleich eine Kontinuität zum römisch-deutschen Kaisertum des Mittelalters konstruiert. Insofern ist es nicht verwunderlich, dass der zur Grundsteinlegung erst 34-jährige Romeis den Schwerpunkt seines Studiums vor allem auf die rheinische Romanik legte und bei Aufenthalten in Italien Architekturbeispiele studierte, die in St. Benno einflossen. Die St.-Benno-Kirche ist also der Beginn einer Reihe von neoromanischen Kirchenneubauten, von denen vor allem die Pfarrkirche St. Anna im Lehel und St. Maximilian in der Isarvorstadt zu nennen sind.
St. Benno besitzt die Form einer dreischiffigen Basilika. Der mit Muschelkalk verkleidete Backsteinbau mit kreuzförmigem Grundriss, halbrund geschlossenen Querhäusern, achteckigem Vierungsturm mit Apsis und Umgang zeigen die Merkmale der rheinischen Romanik: Eine mächtige Westfassade mit fünfstöckigen, 64 Meter hohen Doppeltürmen besitzt als Zentrum das Hauptportal mit Prophetenfiguren an seinen Seitenwänden und darüber das Tympanon sowie zwei Hochreliefs der Heiligen Martin und Georg; die Bronzetür mit Gleichnissen aus dem Neuen Testament lehnt sich an ihr Vorbild am Hildesheimer Dom an; schließlich vollenden Kappelanbauten an den Außenseiten der Türme sowie der oktogonale Vierungsturm das Bild einer Kathedrale der rheinischen Spätromanik.

## Ausstattung

### Hochaltar
Der Hochaltar wurde von Prinzregent Luitpold gestiftet und als Ziboriumsaltar errichtet: ein quadratischer von Säulen getragener Baldachin, an den vier Ecken Sitzfigur der Evangelisten und deren Symbole (Heß), darüber eine achtseitige Kuppel; unter dem Baldachin der Altar als Reliquienschrein gestaltet, beiderseits des Tabernakels Bronzereliefs mit Heiligen Benno und Korbinian (Heinrich Waderé) sowie den vier Familienheiligen des Stifters (Luitpold, Ludwig, Augusta und Theresia).

### Orgel

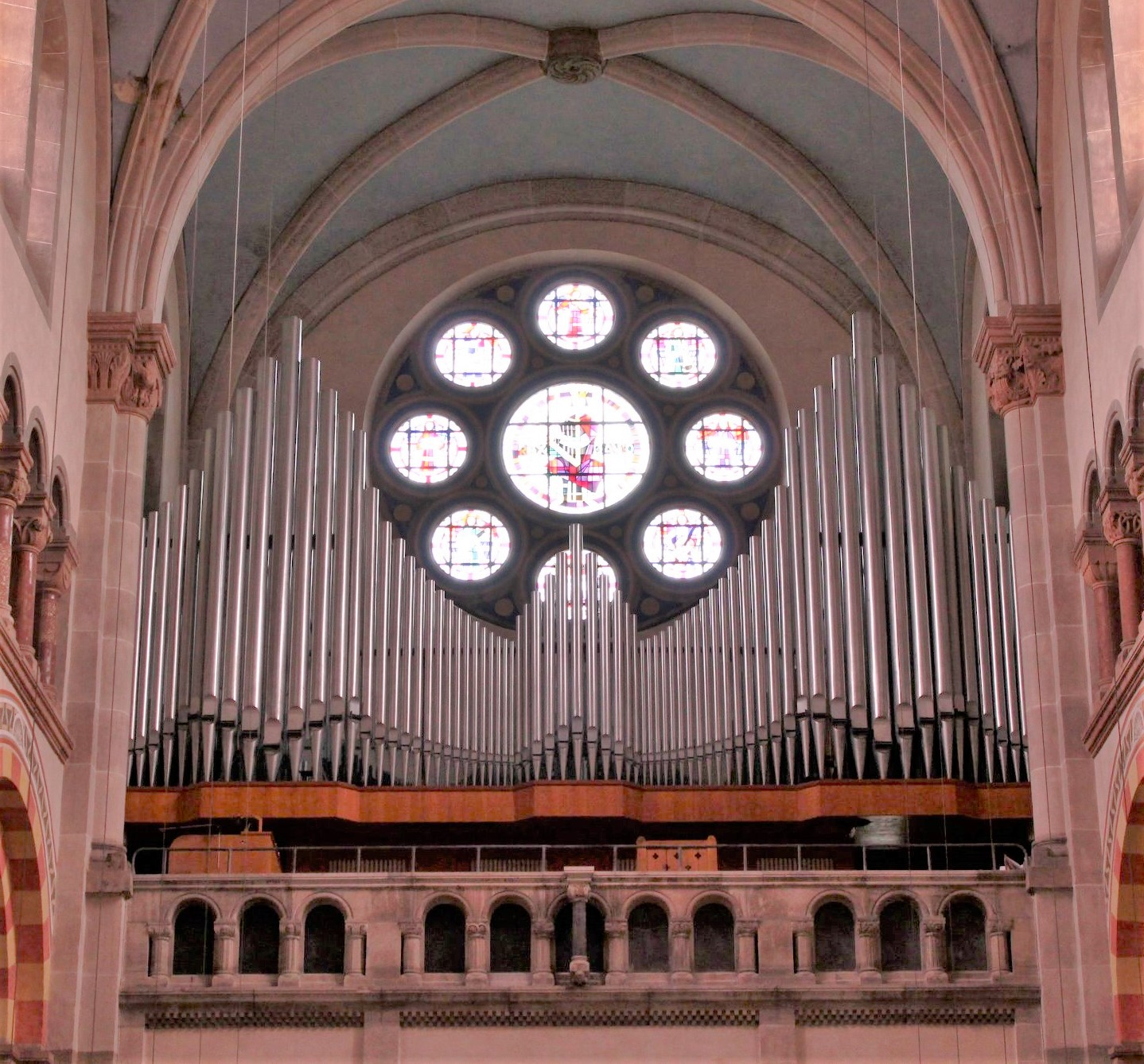
Orgel

Nach der Zerstörung 1944 wurde die Maerz-Orgel op. 352 zunächst durch einen Teilbau von Magnus Schmid, und schließlich durch einen Neubau von Anton Schwenk ersetzt. 1965 erweiterte Wilhelm Stöberl die Orgel mit drei Manualen und Pedal auf 56 Register. Eine Renovierung der Orgel erfolgte im Jahr 2018 durch die Firma Frenger, wobei auch Register ausgetauscht bzw. verändert, und ein neuer Spieltisch aufgestellt wurde. Die Disposition lautet wie folgt:
| I Hauptwerk C–g3 |      |
| Grob Gedackt     | 16′  |
| Prinzipal        | 08′  |
| Holzgedackt      | 08′  |
| Gemshorn         | 08′  |
| Zartflöte        | 08′  |
| Rohrflöte        | 08′  |
| Oktave           | 04′  |
| Nachthorn        | 04′  |
| Oktave           | 02′  |
| Oktävlein        | 01′  |
| Mixtur III       | 02′  |
| Zimbel II        | 1⁄2′ |
| Trompete         | 08′  |
| Clairon          | 04′  |

| II Unterwerk C–g3 |       |
| Quintadena        | 16′   |
| Praestant         | 08′   |
| Flöte             | 08′   |
| Salizional        | 08′   |
| Gedackt           | 08′   |
| Prinzipal         | 04′   |
| Spitzflöte        | 04′   |
| Rohrflöte         | 04′   |
| Nasat             | 2 ⁄3′ |
| Sifflöte          | 02′   |
| Scharff IV        | 1 ⁄3′ |
| Klarinette        | 08′   |
| Tremolo           |       |

| III Schwellwerk C–g3 |        |
| Bourdon              | 16'    |
| Prinzipal            | 08′    |
| Gedackt              | 08′    |
| Harfpfeife           | 08′    |
| Schwebung            | 08′    |
| Oktave               | 04′    |
| Traversflöte         | 04′    |
| Flöte                | 04′    |
| Quinte               | 2 ⁄3′  |
| Waldflöte            | 02′    |
| Terz                 | 1 3⁄5′ |
| Mixtur V–VII         | 02′    |
| Zimbel III           | 1⁄4′   |
| Dulzian              | 16′    |
| Trompette            | 08′    |
| Oboe                 | 08′    |
| Tremolo              |        |

| Pedal C–f1         |         |
| Majorbass          | 32′     |
| Prinzipalbass      | 16′     |
| Subbass            | 16′     |
| Zartbass (Abschw.) | 16′     |
| Streichbass        | 16′     |
| Großquinte         | 10 2⁄3′ |
| Oktavbass          | 08′     |
| Gedackt            | 08′     |
| Holzflöte          | 04′     |
| Choralbass         | 04′     |
| Mixtur IV          | 04′     |
| Posaune            | 16′     |
| Basstrompete       | 08′     |
| Fagott             | 08′     |

### Glocken
Sieben Glocken hängen in den Glockenstühlen der beiden Türme der St.-Benno-Kirche, wobei die große Benno- und Marienglocke allein im Ostturm (mit Sonnenuhr) hängt. Sie läutet nur an hohen Festtagen und zählt zu den tontiefsten Glocken Münchens nach der Jubiläumsglocke des Alten Peters und der Salvatorglocke der Mariahilfkirche in der Au. Die beiden im Jahr 1894 gegossenen Glocken Josef und Maria sind der Rest des ursprünglichen Geläuts. Über diese beiden Glocken erklingt der Uhrschlag.
Jeden Samstag um 15 Uhr wird mit fünf Glocken des Westturms (Glocken 3–7) fünf Minuten lang der Sonntag eingeläutet.

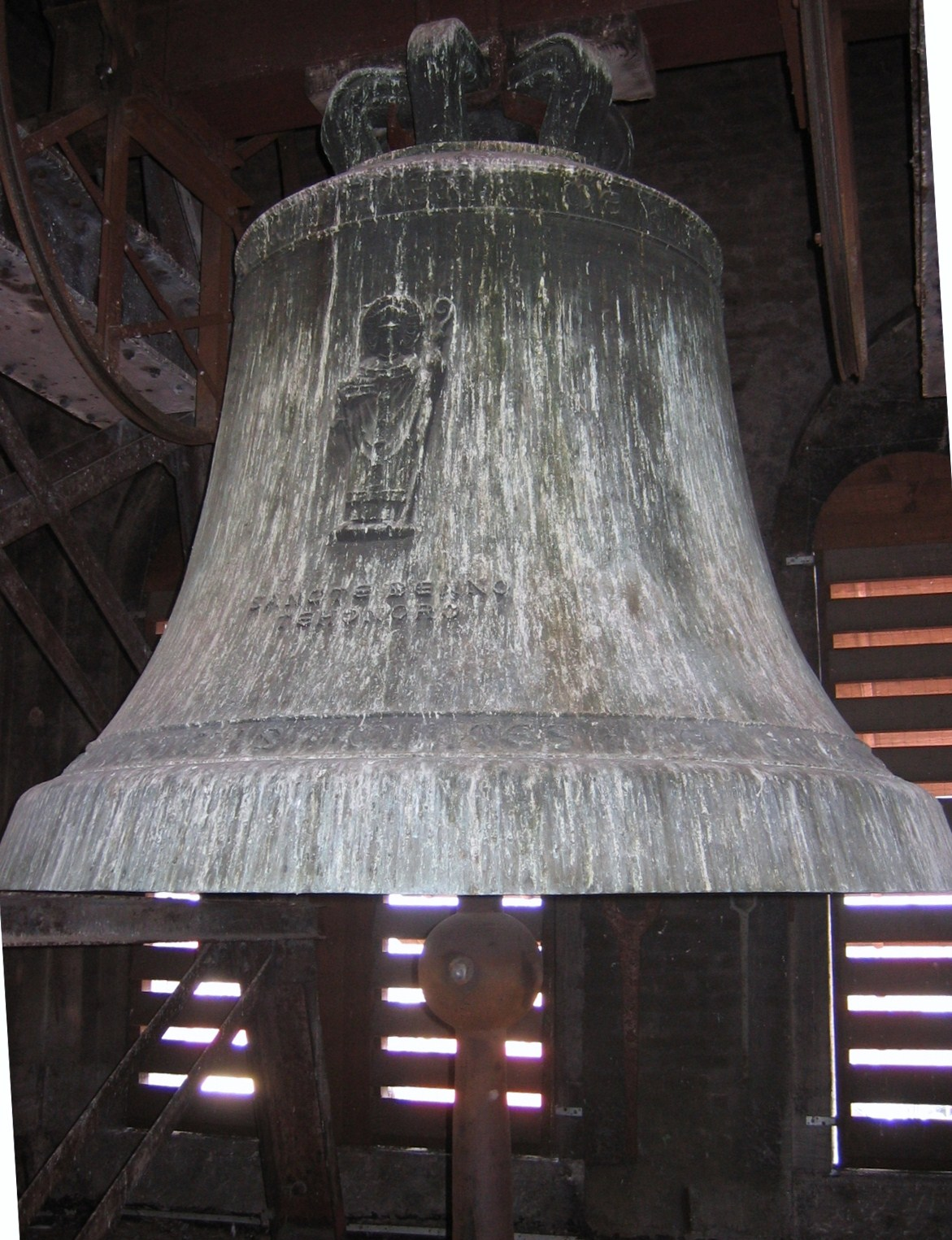
Große Benno- und Marienglocke

| Nr. | Name            | Gussjahr | Gießer, Gussort             | Gewicht (kg) | Nominal | Turm |
| 1   | Benno und Maria | 1959     | Glockengießerei Johann Hahn | 5600         | ges0    | Ost  |
| 2   | Altarsakrament  | 1959     | Glockengießerei Johann Hahn | 2500         | b0      | West |
| 3   | Johannes        | 1959     | Glockengießerei Johann Hahn | 1500         | des1    | West |
| 4   | Josef           | 1894     | Ulrich Kortler, München     | 950          | es1     | West |
| 5   | Maria           | 1894     | Ulrich Kortler, München     | 550          | ges1    | West |
| 6   | Schutzengel     | 1959     | Glockengießerei Johann Hahn | 400          | as1     | West |
| 7   | Armeseelen      | 1959     | Glockengießerei Johann Hahn | 300          | b1      | West |

## Umgebung und Filialkirche

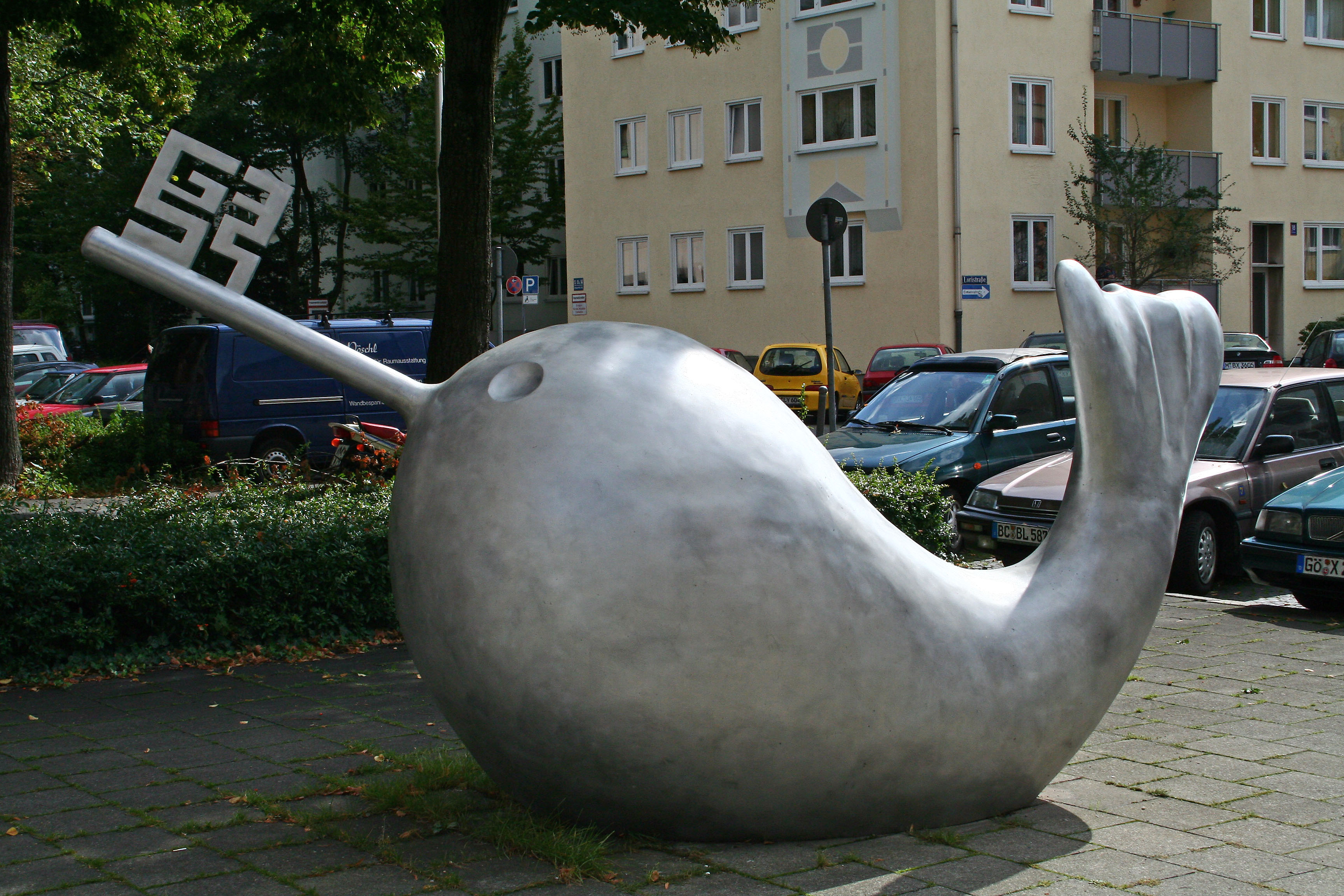
Fisch mit Schlüssel

Vor der Kirche steht die Aluminiumskulptur Fisch mit Schlüssel von Iskender Yediler. Nach der Legende fand Bischof Benno den Schlüssel des Meißner Doms, den er auf der Flucht in die Elbe geworfen hatte, nach seiner Rückkehr im Bauch eines frisch gefangenen Fisches wieder.
Des Weiteren existiert die 11,6 Meter hohe Bennosäule aus rotem Porphyr, die die 1910 geschaffene und 3 Meter hohe Bronzefigur des heiligen Benno trägt.
St. Barbara im nahen Schwabing-West ist die Filialkirche von St. Benno.